# Église Saint-Athanase de Thessalonique

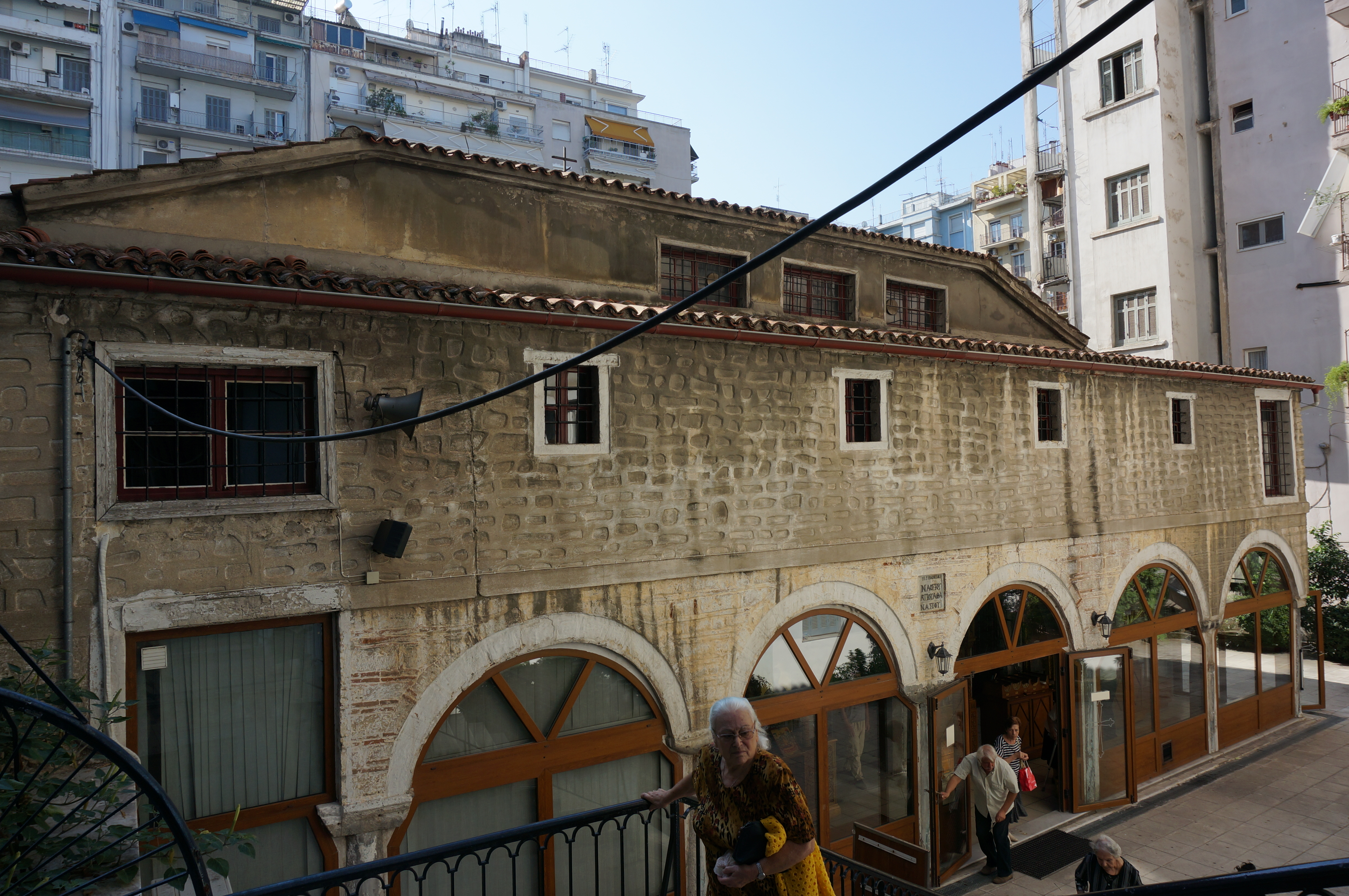
l'entrée par le narthex de l'église.

L'église Saint-Athanase, est une  église post byzantine  de Thessalonique.

## Description

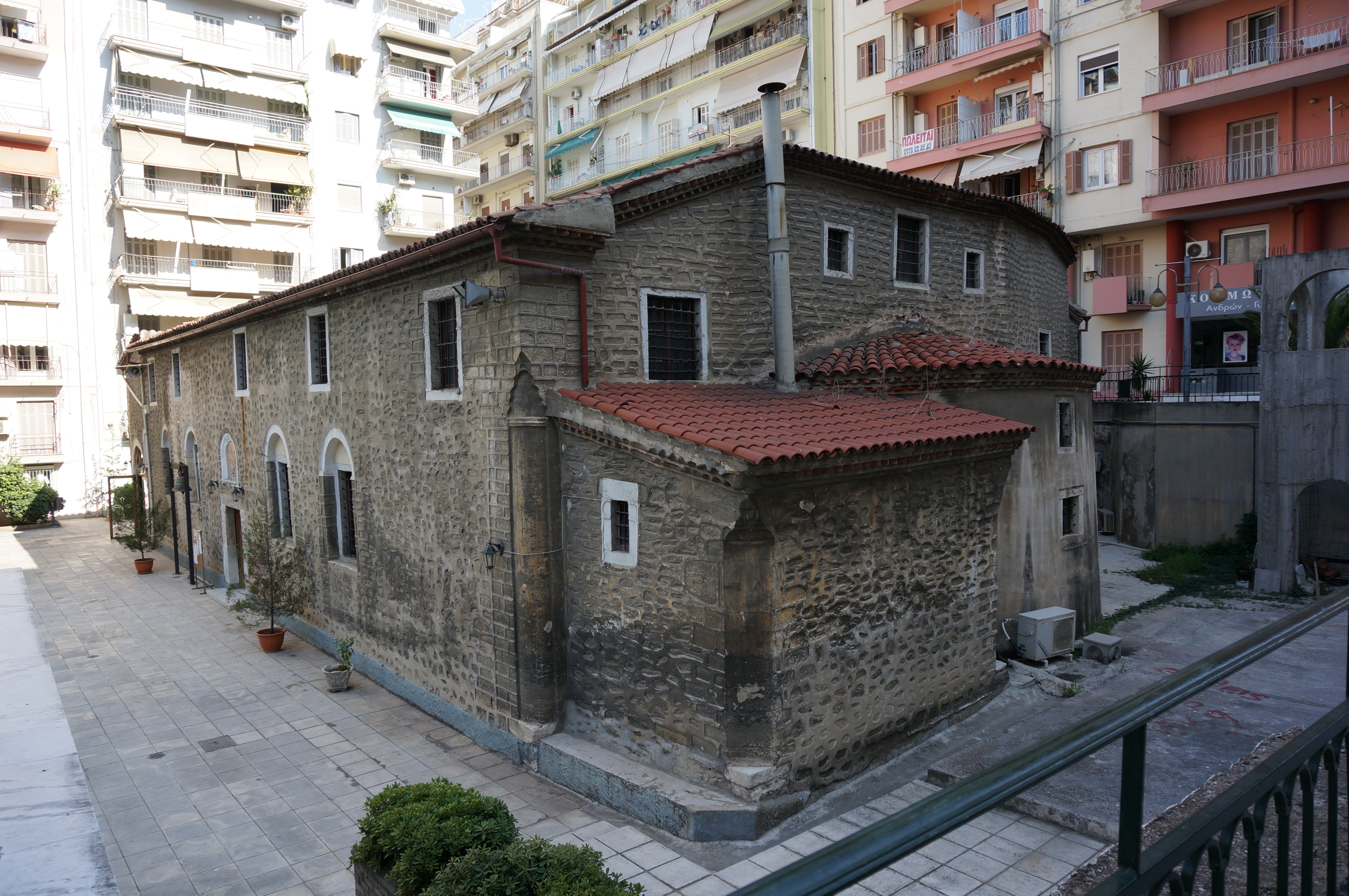
l'abside est et portail sud.

C'est une basilique à trois vaisseaux avec un toit en bois et un narthex. Elle se trouve à l’angle des rues Egnatia et Sokratou.

## Historique
Une première église était attestée par des écrits du XVIe siècle et aurait été la dépendance (metochion) du monastère Saint-Athanase. L'église actuelle date du XIXe siècle. En 1818 l'église actuelle est rebâtie à la suite de la destruction de la précédente en 1817 par un incendie. Le portail sud porte la date de la refondation avec une image de Saint Athanase, la clôture du chœur est ornée d'icônes du XVIe siècle, du XVIIIe siècle et du XIXe siècle. Cette église se trouvait dans l'un des plus riches quartiers de la ville et sa possession a longtemps été contestée par le métropolite et le monastère Vladate.

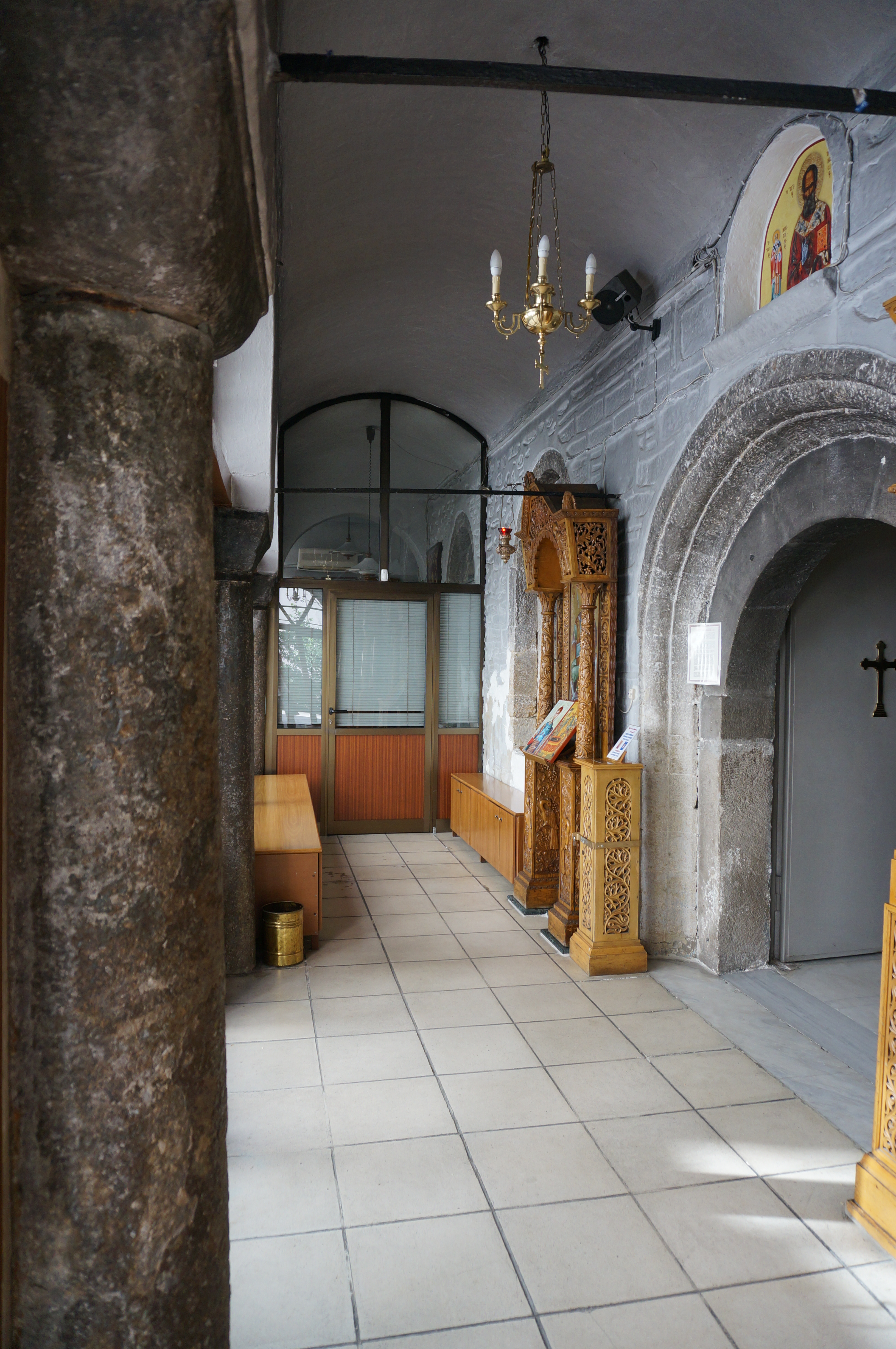
Portail avec peinture de st Athanase sur le porche ouest.
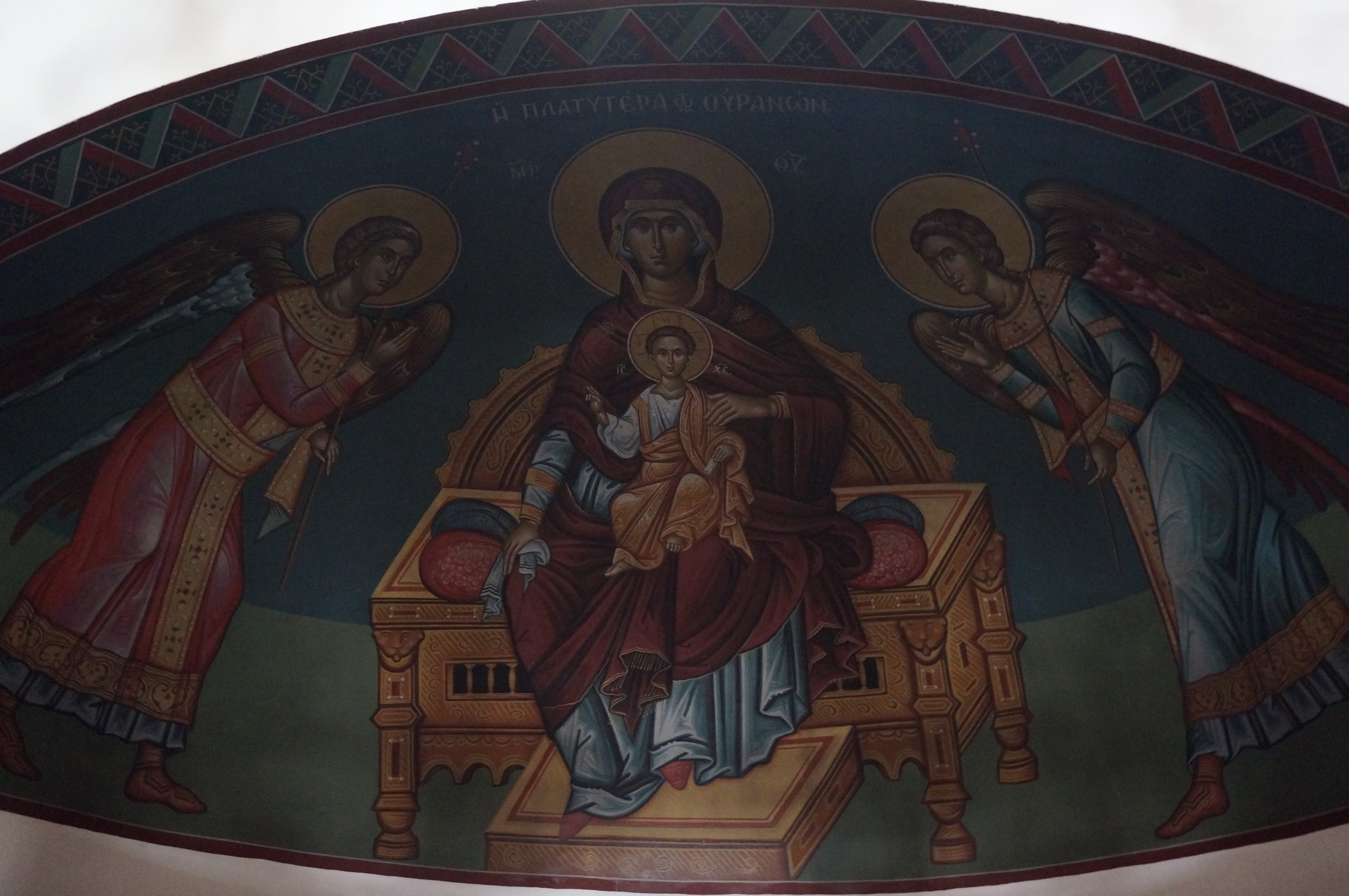
Peinture de la voûte de l'abside.
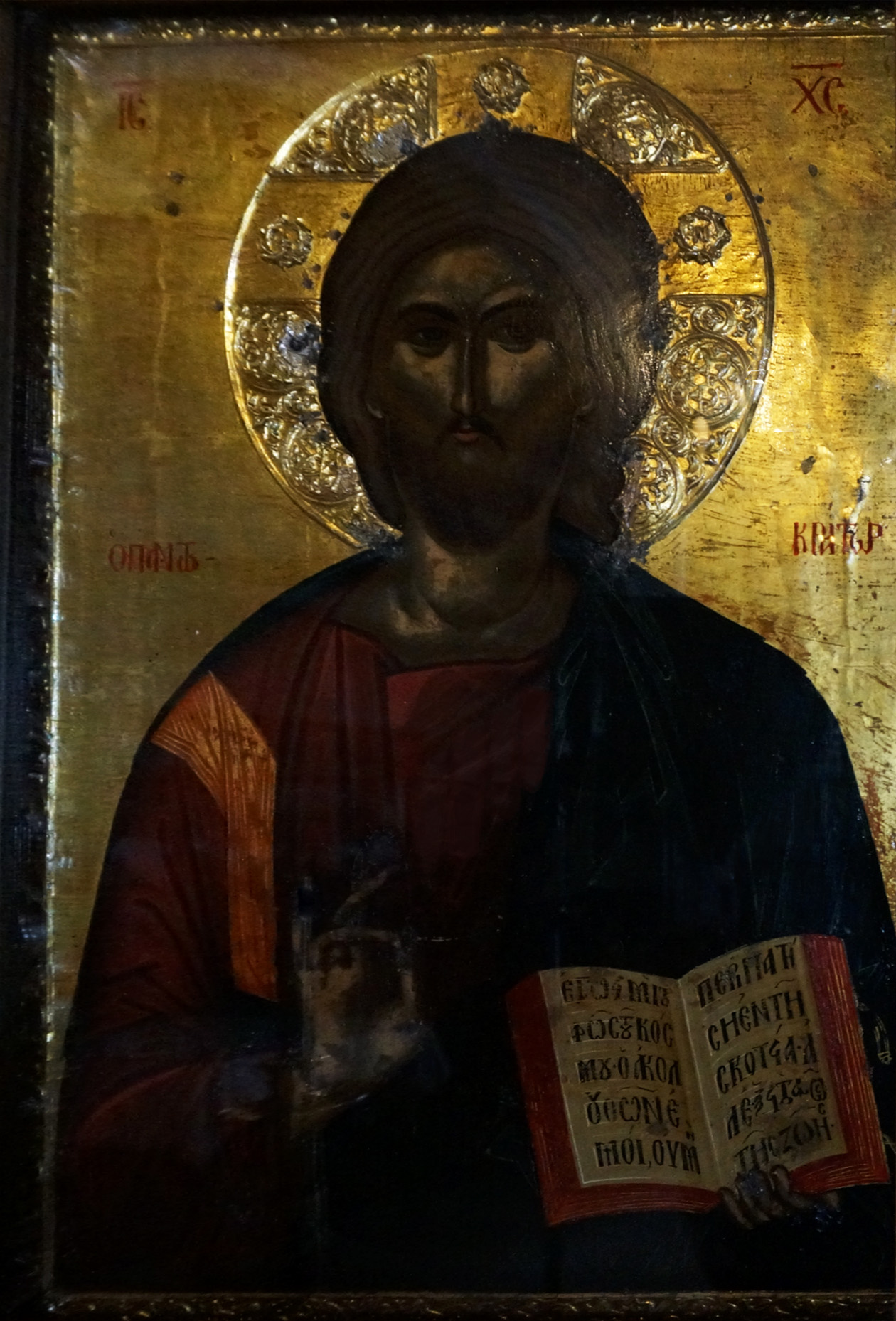
Deux peintures.
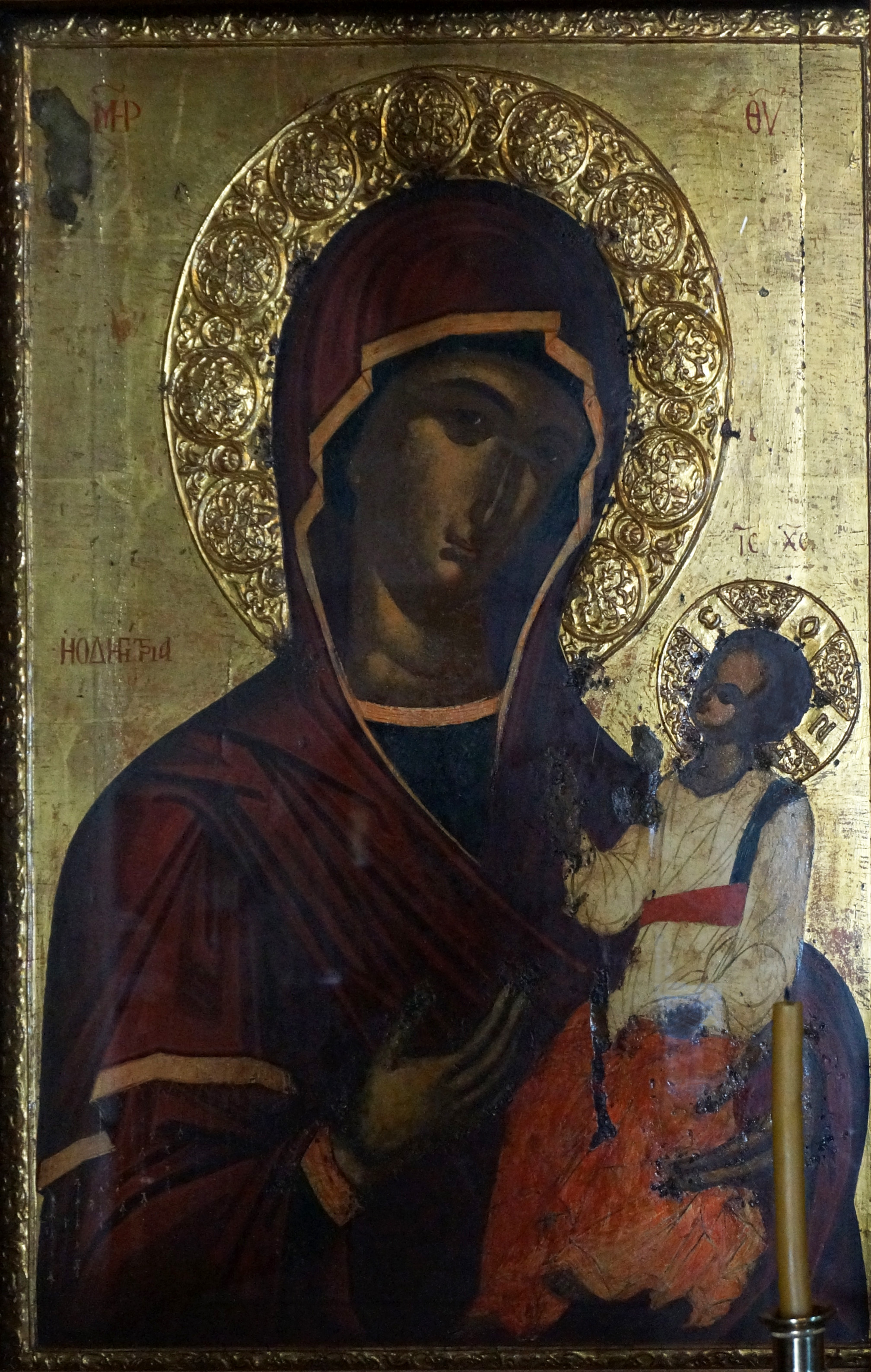
sur la clôture du chœur.
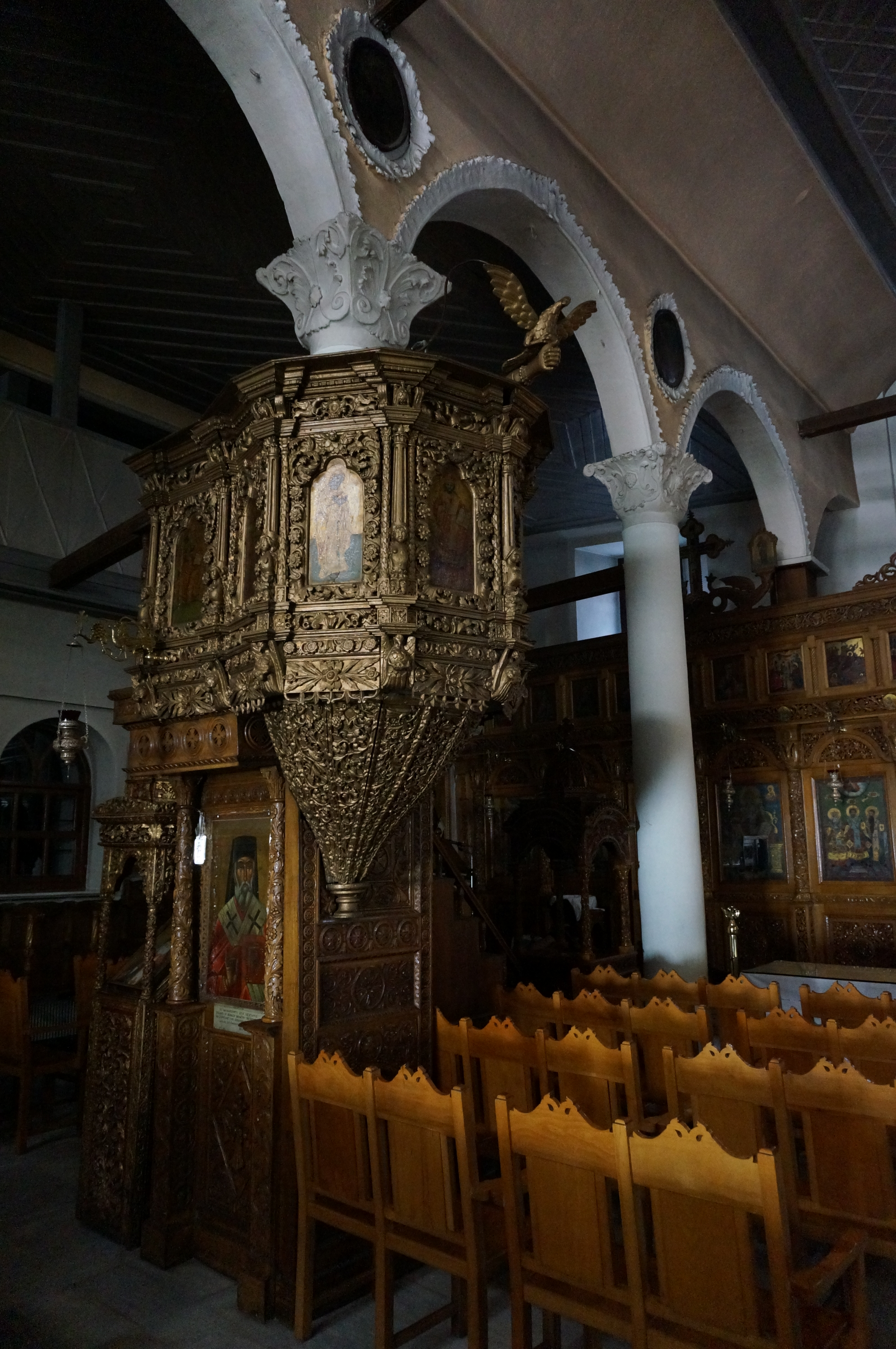
La chaire décorée.